# Hinweis- und Informationssystem der Versicherungswirtschaft
Das Hinweis- und Informationssystem der Versicherungswirtschaft (HIS), bis zum 1. April 2011 als Uniwagnis oder Wagnisauskunft bezeichnet, ist eine gemeinsame Warn- und Hinweisdatenbank der im Gesamtverband der Deutschen Versicherungswirtschaft (GDV) organisierten Versicherungsunternehmen. Aus Datenschutzgründen wurde der Betrieb der Auskunftei zum 1. April 2011 in eine eigene Gesellschaft ausgelagert, der Informa HIS GmbH (vorheriger Name informa Insurance Risk and Fraud Prevention GmbH) – eine Arvato-Tochter des Bertelsmann-Konzerns.

## Einträge
Es werden Daten der Versicherungsnehmer und von Geschädigten, versicherten Personen und anderen, zum Beispiel Zeugen, sowie Fahrzeugen, Gebäuden und anderen Objekten gespeichert. Die Datei dient nach Aussage des GDV der Aufdeckung von Versicherungsbetrug und -missbrauch.
Die Einträge erfolgen in sieben Kategorien:
1. Kfz
2. Unfall
3. Rechtsschutz
4. Sach
5. Leben (Wagnisstellen: Sonderwagnis, Berufsunfähigkeit, Pflegerente)
6. Transport (inkl. Reiserücktritt, Reisegepäck)
7. Haftpflicht

Im April 2011 waren laut dem damaligen Betreiber IIRFP über alle Versicherungszweige hinweg fünf Millionen Datensätze gespeichert. Die Verbraucherzentrale ging von neun Millionen Eintragungen aus, vier Millionen Personen und fünf Millionen Fahrzeugen.
Einträge über Private Krankenversicherungen werden nicht gespeichert, hier besteht das System der Versichertenumfrage.

## Selbstauskunft
Entsprechend der DSGVO kann jedermann jährlich eine unentgeltliche Auskunft über die über ihn gespeicherten Daten anfordern.

## Aufnahme von Datensätzen
Datensätze werden in Verdachtsfällen oder zum Beispiel bei Lebensversicherungen präventiv angelegt. Hier ist also demjenigen, der über die Aufnahme eines Falles entscheidet, eine hohe Verantwortung übertragen. Die Risiken werden nach einem Punktesystem gemeldet. Punkte gibt es zum Beispiel, wenn jemand mehrfach in einem Jahr seine Rechtsschutzversicherung in Anspruch nimmt oder wenn jemand Beteiligter, aber auch etwa Zeuge in einem Verkehrsunfall ist, bei dem der Verdacht besteht, der Unfall sei fingiert worden.
Überschreiten die mit Punkten bewerteten Verdachtsmomente im Hinblick auf möglichen Versicherungsbetrug oder -missbrauch eines gemeldeten Versicherungsfalls einen bestimmten Schwellenwert (der für die Versicherungssparte spezifisch ist), so erfolgt ein Eintrag in das HIS. Dieser Eintrag erfolgt in kodierter Form, so dass nicht vom HIS-Eintrag auf eine konkrete Person zurückgeschlossen werden kann.
Folgende Sachverhalte werden an das HIS gemeldet:
- atypische Schadenhäufigkeiten,
- besondere Schadenfolgen,
- erschwerte Risiken,
- Auffälligkeiten im Schaden-/Leistungsfall,
- abgeschlossene Lebens- und Berufsunfähigkeitsversicherungen.

Unter „atypische Schadenhäufigkeiten“ ist eine außergewöhnliche Schadenhäufung in einem bestimmten Zeitraum zu verstehen. Die Parameter sind in den verschiedenen Versicherungssparten unterschiedlich gewichtet. Bei Rechtsschutzversicherungen geht man zum Beispiel davon aus, dass vier und mehr Versicherungsfälle innerhalb eines Zeitraums von zwölf Kalendermonaten außergewöhnlich sind.
Unter „besondere Schadenfolgen“ werden, sofern eine gewisse Schadenhöhe überschritten ist, zum Beispiel Fahrzeugschäden gemeldet, die fiktiv auf Basis eines Gutachtens oder eines Kostenvoranschlags abgerechnet werden. Gemeldet werden auch die Personen, die an einem Schadensfall beteiligt sind, sofern „Auffälligkeiten zum Schadenhergang“, -bild oder -umfang an das HIS gemeldet werden. Über die Meldung entscheidet der jeweilige Sachbearbeiter anhand von Kriterien, die unterschiedlich gewichtete betrugsgeneigte Auffälligkeiten definieren. Sie sind nach Auskunft des GDV in den meisten Punkten von der Rechtsprechung als taugliche Hinweiskriterien bestätigt worden. Dadurch soll bandenmäßigem Betrug sogenannter „Autobumser-Banden“ vorgebeugt werden.
Unter „erschwerten Risiken“ sind gefahrenträchtige Berufe wie Gerüstbauer und Sprengstoffexperte oder risikoerhebliche Vorerkrankungen zu verstehen. Personen mit diesen Merkmalen werden an das HIS gemeldet, wobei die Vorerkrankung bzw. der betreffende Beruf selbst nicht gemeldet werden.
Im HIS werden Lebensversicherungssummen über 100.000 Euro und Berufsunfähigkeitsrenten über 9.000 Euro pro Jahr verdachtsunabhängig präventiv erfasst. Ziel ist, sogenannte Überversicherung zu erkennen und zu vermeiden. Von Überversicherung spricht man, wenn für den Kunden aufgrund der Höhe der vereinbarten Rente ein verringertes Interesse besteht, den Versicherungsfall durch Vorsicht und Prävention zu vermeiden.
Einmal erfasste Datensätze werden nach fünf Jahren gelöscht. Die Speicherfrist verlängert sich, wenn vor Ablauf der Frist eine neue Meldung eingeht.

## Nutzung
Der eigentliche Nutzer des Systems ist ein Versicherungsunternehmen (in Fachsprache abgekürzt „VU“), dem die drei wichtigsten Aktionen (Geschäftsvorfälle) zur Verfügung stehen:
1. Meldung – das VU nimmt einen Eintrag in das System vor.
2. Auskunft – das VU sucht nach Einträgen im System.
3. Löschung – das VU löscht einen (selbst angelegten) Eintrag aus dem System.

Von den drei Aktionen ist die Auskunft die eigentlich wirtschaftlich relevante und als Folge die am meisten benutzte Aktion. Da aber die Einträge wiederum ausschließlich von Versicherungsunternehmen stammen können, bemühen sich die meisten Versicherungsunternehmen auch darum, eigene Vorfälle zu melden und damit ihren eigenen Beitrag zur Vollständigkeit des Gesamtdatenbestandes und damit zur Erhöhung des wirtschaftlichen Nutzens durch die Systemnutzung zu leisten.
Ergibt sich bei einer Auskunft eine Übereinstimmung der eingegebenen Daten mit einem oder mehreren Einträgen, kann der Abrufende die Versicherungsunternehmen sehen, von denen die übereinstimmenden Datensätze stammen, und sich für einen direkten Datenaustausch an diese Versicherer wenden. Mit diesem Datenaustausch hat das HIS bzw. der GDV nichts mehr zu tun.
Je betrugsanfälliger eine Versicherungssparte ist, desto sorgfältiger werden die entsprechend interessierenden Daten gesammelt. Die Eckdaten über gemeldete Kfz-Diebstähle beispielsweise werden immer eingegeben. Auch Rechtsschutzversicherer verwerten die Informationen des HIS für sich, um überproportional hohe Wagnisrisiken auszuschließen.

## Kritik
Nach Meinung von Kritikern ist die Datei eine Schwarze Liste von Personen, die eine angeschlossene Versicherung für ein besonders hohes Risiko hält.
Kritiker bemängeln das System aus datenschutzrechtlichen Erwägungen und haben hierfür einen Big Brother Award 2006 in den Kategorien „Verbraucherschutz“ und „Publikumspreis“ vergeben.
- Es wird bemängelt, dass Daten ohne Wissen der Betroffenen erfasst werden. Hier können Personen ohne ihr Wissen in einen Vortopf eingemeldet werden, bis eine bestimmte Schwelle überschritten wird. Erst ab dieser Schwelle erfolgt eine Information an die betroffene Person. Seit April 2009 ist dies jedoch nicht mehr erlaubt. Nach jeder Eintragung wird die betroffene Person oder der Fahrzeughalter informiert.[8]
- Versicherungen, die einen „Treffer“ beim Abgleich mit den kodierten Daten finden, sind nicht gezwungen, die Versicherung zu kontaktieren, die den Datensatz eingestellt hat. Hierdurch können unter Umständen Antragsteller ungerechtfertigterweise abgelehnt werden, weil die Kodierung das gleiche Ergebnis wie bei einem auffälligen Versicherten liefert. Immer mehr Vermittler und Makler nutzen daher die Möglichkeit einer Vorabanfrage, um einen Eintrag zu umgehen.

- Die Möglichkeit einer Selbstauskunft existierte bis September 2010 nicht.[9]